# Pamela Katz
Pamela Katz (gelegentlich auch Pam Katz; * 16. April 1958 in Rhinebeck, New York) ist eine deutschstämmige US-amerikanische Drehbuchautorin, Schriftstellerin und Professorin an der NYU Tisch School of the Arts.

## Leben und Wirken
Katz wurde 1958 als Tochter der Psychoanalytikerin Natalie Becker und des Philosophieprofessor Joseph Katz geboren. Ihre jüdischen Eltern stammten aus Leipzig und flohen 1940 über die Schweiz in die Vereinigten Staaten. Sie studierte Sprachwissenschaften am Dartmouth College in Hanover und in London und beendete das Studium 1980 mit einem Bachelor. Ab Mitte der 1980er Jahre war sie als Kameraassistentin tätig bei Die letzte Versuchung Christi von Martin Scorsese, Die fabelhaften Baker Boys von Steve Kloves und weiteren Kinoproduktionen.
Seit Mitte der 1990er Jahre betätigt sie sich als Drehbuchautorin und verfasste unter anderem die Drehbücher für deutsche Kinoproduktionen wie 2 Männer, 2 Frauen – 4 Probleme!? und deutsche Fernsehproduktionen wie Scheidung auf Rädern. 2003 schrieb sie gemeinsam mit der deutschen Regisseurin Margarethe von Trotta das Drehbuch zu dem Filmdrama Rosenstraße über den so genannten Rosenstraße-Protest. Für ihr Drehbuch zu Hannah Arendt, ebenfalls gemeinsam mit von Trotta geschrieben, wurde sie für den Deutschen Filmpreis nominiert.
Neben Drehbüchern schreibt Katz auch Romane, Essays und Kurzgeschichten. 2001 veröffentlichte sie den Roman Die Seeräuberin. Ein Lotte-Lenya-Roman, einen biographischen Roman über das Leben von Lotte Lenya.
Seit 2006 ist sie als Professorin im Fachbereich Drehbuch an der Fakultät Tisch School of Arts der New York University tätig. 
Katz ist seit Februar 1988 mit dem deutschen Kameramann Florian Ballhaus verheiratet.

## Veröffentlichungen (Auswahl)

### Filmografie

#### Als Drehbuchautorin
- 1989: Caro nome
- 1994: Alles auf Anfang
- 1998: 2 Männer, 2 Frauen – 4 Probleme!?
- 2000: Scheidung auf Räder
- 2003: Rosenstraße
- 2011: Die verlorenen Zeit
- 2012: Hannah Arendt
- 2017: Forget about Nick

#### Als Kameraassistentin
- 1983: Beyond Utopia: Changing Attitudes in American Architecture (Dokumentarfilm)
- 1987: Pinguine in der Bronx
- 1988: Die letzte Versuchung Christi
- 1989: Die fabelhaften Baker Boys
- 1990–1991: Law & Order (Fernsehserie, sechs Folgen)
- 1991: Jungle Fever

### Schriften
- 2001: Die Seeräuberin. Ein Lotte-Lenya-Roman, Aufbau-Verlag
- 2015: The Partnership: Brecht, Weill, Three Women, and Germany on the Brink, Knopf Doubleday

## Auszeichnungen (Auswahl)
Deutscher Filmpreis 2013
- Nominierung in der Kategorie Bestes Drehbuch für Hannah Arendt

Premis Gaudí 2014
- Nominierung in der Kategorie Bester europäischer Film für Hannah Arendt